# Фридрих III (маркграф Бранденбурга)
Фридрих Младший (нем. Friedrich der Jüngere; ок. 1424 — 6 октября 1463) — маркграф Бранденбурга, сеньор Альтмарка.
Фридрих был сыном маркграфа и курфюрста Бранденбурга Фридриха I и Елизаветы Баварской. Согласно завещанию его отца, скончавшегося в 1440 году, Фридрих должен был управлять Бранденбургом совместно со своим старшим братом Фридрихом Железнозубым по крайней мере до 1456 года. Однако уже в 1445 году Фридрих Младший стал требовать большей самостоятельности, в чём был поддержан братьями Иоганном и Альбрехтом, и в 1447 году получил в управление территории Альтмарка и Пригница, остававшихся при этом под сюзеренитетом курфюршества Бранденбург. Однако из-за того, что он полностью забросил вопросы управления, старший брат был вынужден в 1459 году пойти на военное вмешательство.

## Семья
9 февраля 1449 года Фридрих женился в Тангермюнде на Агнессе, дочери померанского герцога Барнима VIII. У них родилась единственная дочь:
- Магдалена (1460—1496), вышла замуж за Эйтеля Фридриха II Гогенцоллерна.

В связи с отсутствием наследников мужского пола после смерти Фридриха его владения вернулись в состав курфюршества Бранденбург.